# L'Horrible Invasion
Pour plus de détails, voir Fiche technique et Distribution.
L'Horrible Invasion (Kingdom of the Spiders) est un film d'horreur américain réalisé par John « Bud » Cardos, sorti en 1977.

## Synopsis
En enquêtant sur les morts mystérieuses d'animaux d'élevage, Rack Hansen, vétérinaire, découvre que sa petite ville bien tranquille se trouve envahie par des hordes d'araignées.Celles-ci, confrontées à la destruction progressive par l'homme de leur source de nourriture - les insectes - par les DTT's et autres insecticides, sont contraintes, en effet, à trouver de nouvelles voies pour s'alimenter... Avant qu'il n'ait put donner l'alerte, les rues se retrouvent infestées d'araignées et Rack ne peut que rejoindre un groupe d'habitants contraint de se réfugier dans un hôtel isolé… 

## Fiche technique
- Titre original : Kingdom of the Spiders
- Titre français : L'Horrible Invasion
- Réalisation : John « Bud » Cardos
- Scénario : Alan Caillou, Richard Robinson, d'après une histoire de Stephen Lodge et Jeffrey M. Sneller
- Direction artistique : Rusty Lipscomb (crédité en tant que Rusty Rosene)
- Décors : Mickey Guinn et Ed Hamlin
- Photographie : John Arthur Morrill
- Montage : Igo Kantor, Steven Zaillian
- Musique : Dorsey Burnette
- Production : Igo Kantor et Jeffrey M. Sneller
- Société de production : Arachnid Productions Ltd
- Société de distribution : Dimension Pictures
- Pays d'origine :  États-Unis
- Langue : anglais
- Format : couleur
- Genre : horreur
- Durée : 97 minutes
- Dates de sortie :
  - États-Unis :  24 août 1977 (avant-première à San Francisco) ; 23 novembre 1977 {sortie nationale}
  - France : 31 mai 1978
- Affiche : Michel Landi (France)

## Distribution
- William Shatner (VF : Marc De Georgi) : Dr. Robert « Rack » Hansen
- Woody Strode : Walter Colby
- Altovise Davis : Birch Colby
- Tiffany Bolling (VF : Evelyn Séléna) : Diane Ashley
- David McLean : Shérif Gene Smith
- Marcy Lafferty : Terry Hansen

## Distinctions
Nominations
- Saturn Award 1978
  - Meilleur film d'horreur
  - Meilleur acteur pour William Shatner